# Bandini 1100 siluro
La Bandini 1100 siluro è un'autovettura prodotta dal 1947 al 1949 dalla ditta Bandini Automobili di Forlì.
Questo tipo è la prima Bandini nata espressamente per le corse.
Lo stile e le forme sono votate alla pura velocità, alle prestazioni e alla leggerezza. Lo stesso nome, siluro, con cui viene identificata, voleva indicarne la penetrazione aerodinamica ed essere di buon auspicio per le gare.
Inizialmente, per guadagnare in leggerezza e rapidità nelle riparazioni, non venivano neanche verniciate.

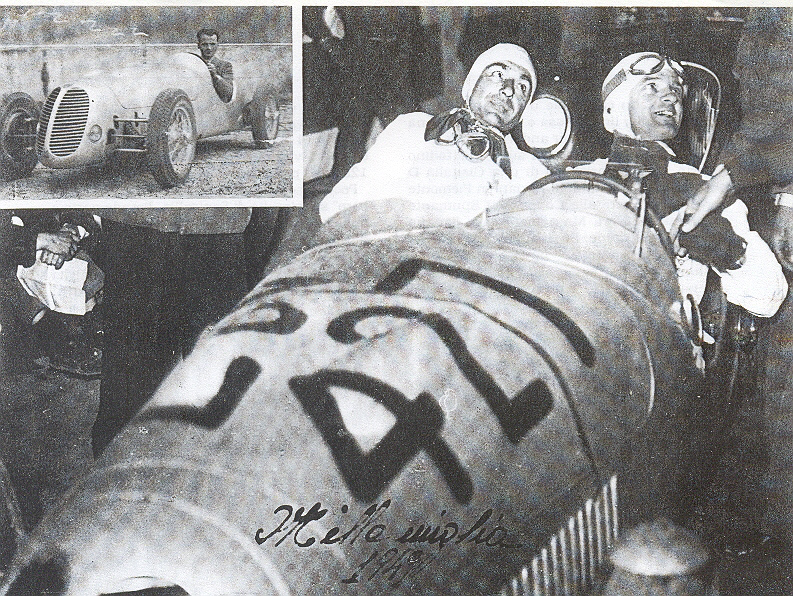
Bandini e Cantelli alla partenza della "Mille miglia" (1949).

È la prima Bandini a partecipare a competizioni in Italia come il "Giro dell'Umbria", al "circuito di Pescara" e al "Circuito di Senigallia" ma anche di respiro mondiale come la "Mille miglia" del 1949. Si mise in mostra, guidata da Richard W. Gent al "Queen Catherine Cup" a Watkins Glen di fronte a duecentomila spettatori aprendo alle auto forlìvesi la strada della notorietà negli Stati Uniti d'America. 

## La carrozzeria

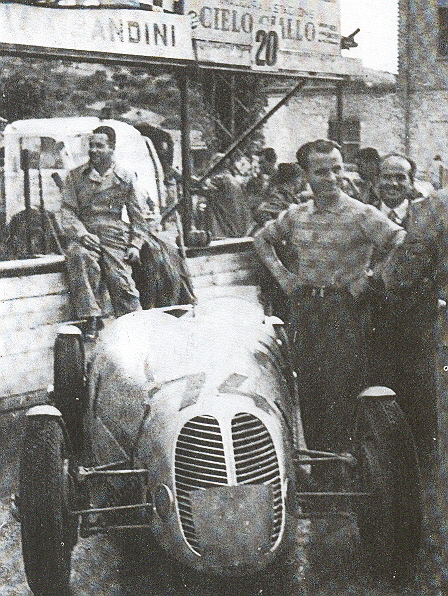
Ilario Bandini a Pescara, dietro di lui il fratello Gualtiero

La carrozzeria, biposto in alluminio, viene realizzata dalla Bandini, nella sede di via Cesare Battisti a Forlì. I piccoli parafanghi tipo moto sulle ruote, lasciano che la carrozzeria sia aderente al telaio assumendone le forme senza imporre le proprie. Il risultato è una sinergica combinazione del tecnologico ed aerodinamicamente efficiente siluro e di elementi provenienti dal regno animale. Ilario Bandini, da fine osservatore, amava ribadire che la natura aveva risolto molto bene problemi funzionali che l'uomo si avviava solo ad affrontare. Ecco allora che il muso, per apportare la maggior quantità d'aria al motore senza appesantire la sezione frontale, ha le caratteristiche di enormi narici; i fari, vengono in esso incassati come gli occhi dei pesci, il calore viene smaltito utilizzando sfoghi a branchie di squalo.
Al fine di contenere il più possibile il peso, la coda è molto corta e rotondeggiante e solo il passeggero ha un piccolissimo sportello contenitivo. Talvolta il cofano rivela, con due bombature a forma di fiamma, l'uso di un motore bialbero.

## Il telaio

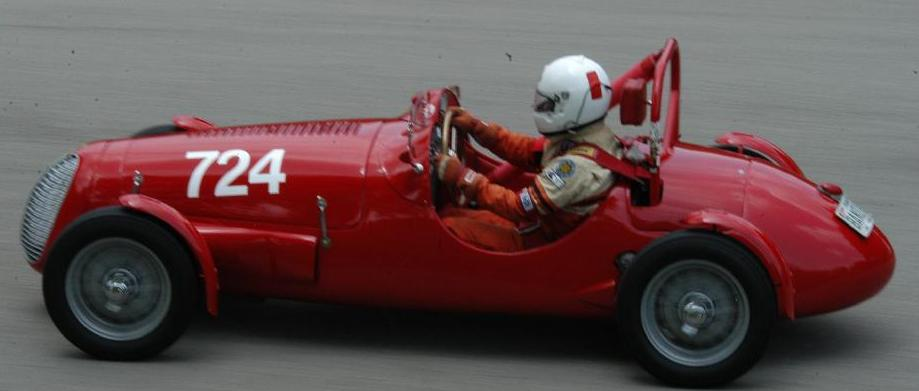
La siluro in una recente manifestazione

Il telaio è un affinamento di quello della 1100 sport, parallelamente prodotta, di cui costituisce la versione da competizione. Le dimensioni ed il peso vengono ridotte significativamente. L'altezza da terra è di 13 cm, mentre il telaio nudo pesa solo 25 kg.
- Struttura e materiale: a traliccio di tubi a sezione ellittica, in acciaio speciale di derivazione aeronautica
- Sospensioni:
  - anteriore: indipendenti, a triangoli sovrapposti con ammortizzatori oleodinamici telescopici inclinati e molle cilindriche elicoidali coassiali
  - posteriore: indipendenti (multilink) oppure a ponte rigido con due balestre semiellittiche
- Impianto frenante:
  - di servizio: idraulico, a tamburo anteriori e posteriori
  - di stazionamento: meccanico a nastro, sull'albero di trasmissione
- Sterzo: a vite senza fine
- Ruote: a raggi Borrani
- Serbatoio: 50 Litri
- Trasmissione: albero di trasmissione con giunti cardanici, differenziale centrale e semiassi al retrotreno

## Il motore

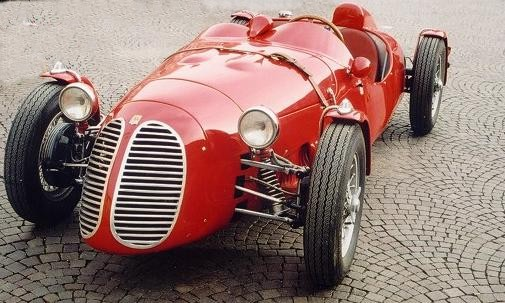
Una 1100 siluro al Bandini Day

Il telaio, nato per accogliere motori Fiat 1100 elaborati o radicalmente trasformati, si rivelò adatto anche per motori diversi fino a 1500 c.c. di cilindrata.

### Nella versione 1100 Bialbero
- Posizionamento: anteriore longitudinale, 4 cilindri in linea
- Cilindrata: 1089 c.c.
- Alesaggio e corsa: 68 mm x 75 mm
- Testata:Derivata Alfa Romeo 6 cilindri adattata ai 4 del motore, 2 valvole inclinate per cilindro, 2 alberi a camme comandati da catena e ingranaggi
- Potenza massima: 65 hp
- Alimentazione: 2 carburatori
- Lubrificazione: Carter umido con pompa a ingranaggi e radiatore verticale all'avantreno
- Raffreddamento: forzato a liquido con pompa centrifuga e radiatore inclinato, all'avantreno
- Cambio e frizione: 4 marce + RM, frizione monodisco a secco
- Accensione e impianto elettrico: bobina e distributore-ruttore batteria 12 V e dinamo

### Nella versione Fiat-Siata 1500

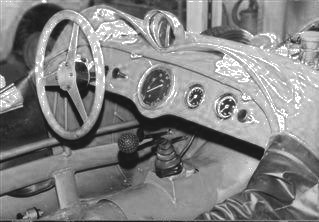
Dettaglio dell'abitacolo col quadro comandi

- Posizionamento: anteriore longitudinale, 4 cilindri in linea
- Cilindrata: 1496 c.c.
- Potenza massima: 90 hp a 6000 rpm
- Alimentazione: 2 carburatori
- Lubrificazione: Carter umido con pompa a ingranaggi e radiatore verticale all'avantreno
- Raffreddamento: forzato a liquido con pompa centrifuga e radiatore inclinato, all'avantreno
- Cambio e frizione: 4 marce + RM, frizione monodisco a secco
- Accensione e impianto elettrico:  bobina e distributore-ruttore, batteria 12 V e dinamo

Peso complessivo: 485 kg